# Alberto Korda

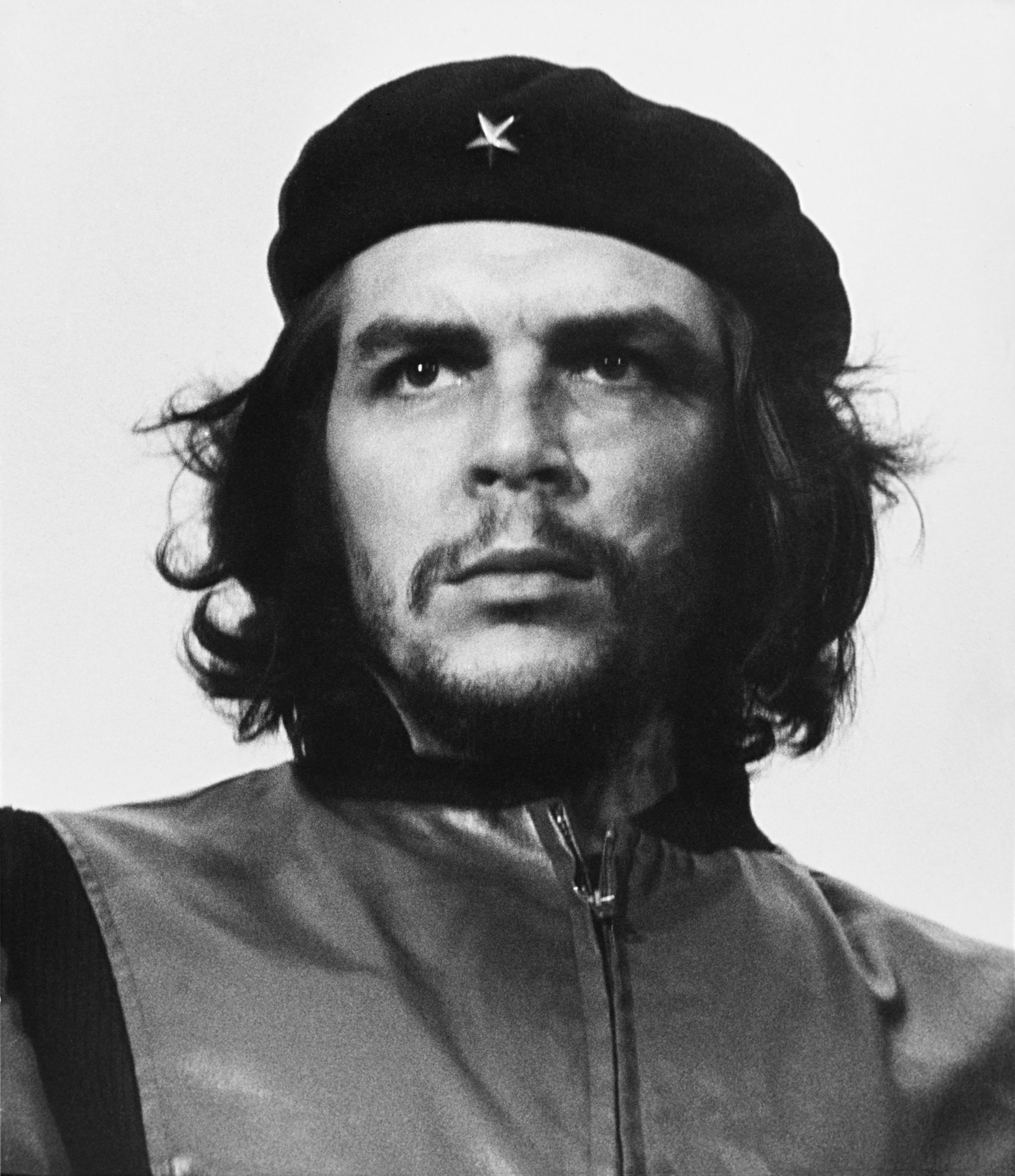
Che Guevara, snímek Hrdinný partyzán, 5. března 1960

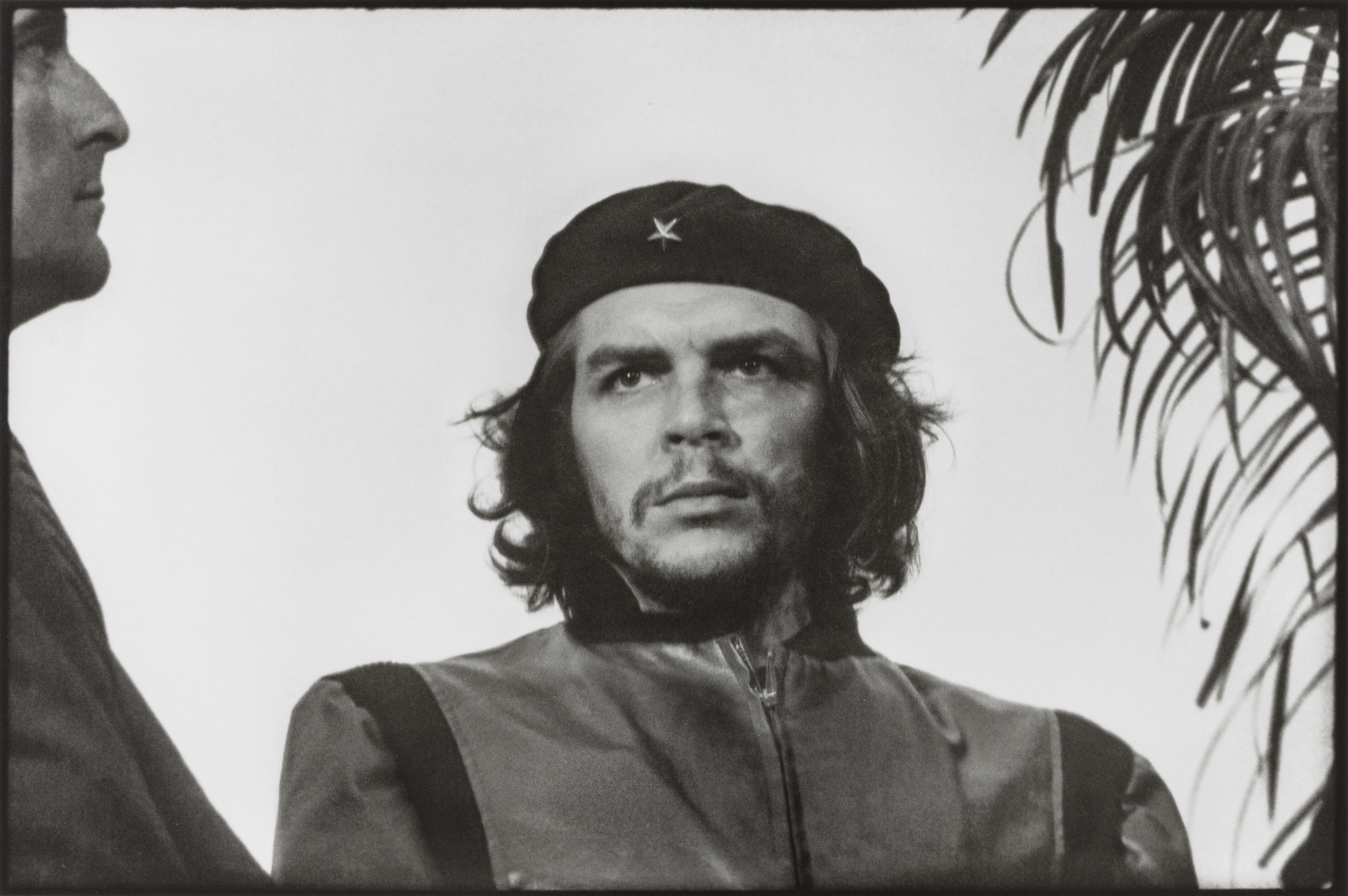
Původní negativ slavného portrétu Guerrillero Heroico (česky „Hrdinný partyzán“), 5. března 1960

Alberto Díaz Gutiérrez známější jako Alberto Korda (14. září 1928, Havana, Kuba - 25. května 2001 Paříž, Francie) byl kubánský fotograf, který proslul svým snímkem argentinského marxistického revolucionáře Che Guevary. Byl dvorním fotografem Fidela Castra.

## Životopis

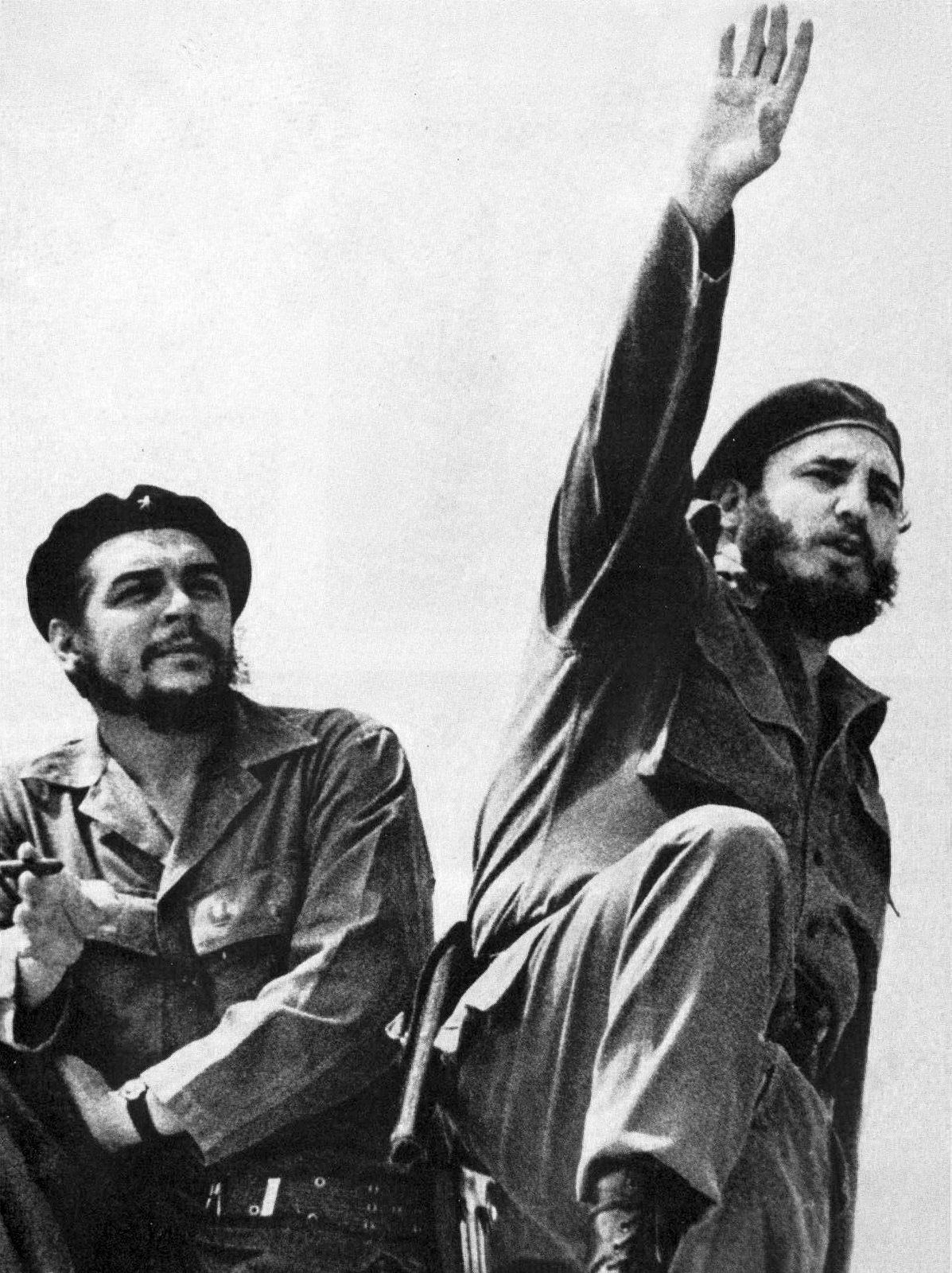
Che Guevara a Fidel Castro (1961)

Korda, jehož skutečné jméno bylo Alberto Díaz Gutiérrez, se narodil 14. září 1928 v Havaně.
Byl synem železničního dělníka a vystřídal mnoho pracovních míst, než mohl pracovat jako asistent fotografa. S fotografií začal s otcovým přístrojem Kodak na 35 mm film a začal portrétovat svou přítelkyni. „Mým hlavním cílem bylo potkávat ženy,“ přiznal jednou. Jeho druhá manželka, Natalia Menendez, byla známá kubánská modelka.
V roce 1956 založili v Havaně s Luisem Antoniem Peircem Byersem fotografický ateliér Korda Studios. Název společnosti pochází z proslulého maďarsko-britského filmu režisérů Alexandra a Zoltana Kordy a oba fotografové se pod tímto jménem proslavili. Luis byl známý jako Korda starší (Luis Korda) a Alberto Korda jako mladší. Společnost se specializovala na módní fotografii a tradiční reklamní fotografii, například pro pojišťovny, farmaceutické výrobce, propagační práce pro Bacardi a pivovar Hatuey, prodejce aut a podobně. Součástí jejich práce bylo také fotografické zpravodajství a podávání zpráv, například z nejznámější kubánské automobilové soutěže Carrera z Oinar del Rio via Saua la Grande do Havanny. V říjnu 1956 oba fotografové přestěhovali své studio do prvního patra budovy přímo naproti nově vznikajícího hotelu Capri na ulici Calle 21 (č.p. 15) ve Vedadu a o několik týdnů později změnili jméno společnosti na Studios Korda.
Studios Korda se vyznačuje různorodostí vydávaných zpráv a také neutrálním, ale stále se měnícím studiovým razítkem, které se objevuje na zadní straně každého snímku. Luis byl významný fotograf a především velmi technicky nadaný. Nicméně nebyl nadaný obchodník a tak nejevil zvláštní zájem o získání provizí. Dá se předpokládat, že většinu produkce studia získal jeho partner Albert. Alberto Díaz působil především jako fotograf a cestovní společník Fidela Castra, ke kterému měl blízký vztah, a také Ernesta Guevary, kterého považoval za dost arogantního, tento jeho osobní názor sdílel s mnoha dalšími fotografy.
Fotografoval pro kubánské noviny Revolución v roce 1960, pro které 5. března 1960 pořídil kultovní obraz Che Guevary, který se pak stal celosvětovým symbolem revoluce a povstání. Snímek bývá v češtině označován jako Hrdinný partyzán. Nikdy za své fotografie nedostal žádné licenční poplatky, protože Castro neuznával Bernskou úmluvu o ochraně literárních a uměleckých děl. Fotografie Che Guevary je jednou z nejčastěji reprodukovaných v historii. V roce 2000 zažaloval společnost Smirnoff za použití jeho obrázku v inzerátu. V komentáři řekl: „Jako zastánce ideálů, pro které Che Guevara zemřel, nejsem proti jeho šíření těmi, kteří chtějí propagovat památku a příčiny sociální spravedlnosti na celém světě, ale jsem kategoricky proti zneužívání obrazu Che k propagaci produktů, jako jsou alkohol, nebo pro jakýkoliv účel, který ponižuje pověst Che“. Jeho mimosoudní vyrovnání 50 000 amerických dolarů bylo věnováno na kubánské zdravotnictví. Korda řekl: „Kdyby byl Che ještě naživu, udělal by jistě totéž.“
Nasnímal kubánského diktátora na návštěvě Ruska, těžce ozbrojeného jedoucího jako spolujezdec na motorce, jak podává ruku americkému spisovateli Ernestu Hemingwayovi nebo Che Guevaru při rybaření. Známé jsou snímky, na kterých revolucionáři oblečení ve vojenských uniformách hrají golf. Vytvořil tak kolekci fotografií revoluční Kuby.

### Podzim života a osud prací
Ze strachu, že bude jejich firma jako soukromá společnost obětí znárodnění, odkázali ji v listopadu 1966 instituci Oficina de Asuntos Historicos (vedl v té době Celia Sánchez), spolu se všemi negativy týkajícími se revoluce. Přesto o dva roky později, 14. března 1968, společnost oficiálně skončila v rámci poslední vlny znárodnění a umělecká díla byla znárodněna. Většina komerčních a módních fotografií Alberta, Luise a jejich pozdějšího spolupracovníka Genoveva Vasqueze byla ztracena, a spolu s nimi také řada důležitých a doposud málo známých snímků z kapitoly v historii kubánské fotografie.
Korda v roce 2001 utrpěl infarkt při prezentaci své výstavy v Paříži a zemřel. Je pohřben na slavném havanském hřbitově Colón.
Dne 4. dubna 2010 se uskutečnila v Dominic Winter Book Auctions v britském Cirenseteru aukce, na které se dražily fotografie s Kordovým podpisem a v ceně okolo pět set liber a více.